# Мекк, Карл Фёдорович фон
Карл Фёдорович фон Мекк (нем. Karl Otto Georg von Meck, Карл Отто Георг фон Мекк; 22 июня (4 июля) 1821, имение Шлампен (Слампская волость), Туккумский уезд, Курляндская губерния, Российская империя — 26 января (7 февраля) 1876, Москва) — российский предприниматель, один из основоположников российского железнодорожного транспорта.

## Биография

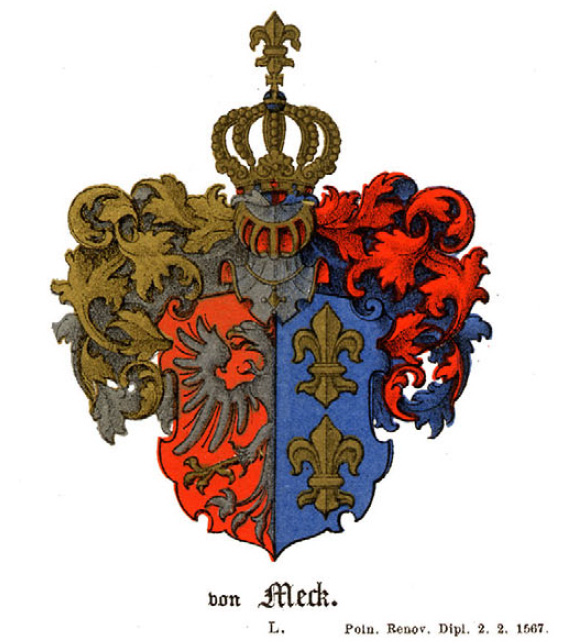
Герб дворянского рода
фон Мекк

Происходил из старинного немецкого остзейского дворянского рода Фон Мекк, перебравшегося в Лифляндию из Силезии в конце XVI века. Родоначальником Фон Мекков принято считать канцлера Силезии Фридриха Фон Мекка, родившегося в 1493 году.
Отец Карла Фёдоровича, также вначале избравший военную карьеру, позднее перешёл на службу в Министерство финансов — чиновником таможенного округа. Умер он от холеры в 1830 году, не дослужив до пенсии и оставив вдову, дочь бургомистра Митавы Вильгельмину фон Мекк, с пятью малолетними детьми без всяких средств к существованию.
Карл фон Мекк в 1838 году был определён в Институт Корпуса инженеров путей сообщения, окончив который, в 1844 году поступил в чине поручика на службу в Ведомство путей сообщения; с 1847 года — штабс-капитан, с 1851 — капитан. Вскоре он был назначен начальником дистанции Московско-Варшавского шоссе, а затем инспектором по строительству стратегических дорог в западной части России.
В начале 1848 года он женился на семнадцатилетней дочери помещика Фраловского из Смоленской губернии. Семья обосновалась в Рославле. Его супруга, Надежда Филаретовна, впоследствии написала: 

Мой муж <…> служил на казённой службе, которая доставляла ему тысячу пятьсот рублей в год — единственные, на которые мы должны были существовать с пятью детьми и семейством моего мужа на руках. Не роскошно, как видите… 
В 1860 году Карл Фёдорович фон Мекк оставил службу и занялся предпринимательством; Надежда Филаретовна писала об этом времени П. И. Чайковскому:

…когда он, наконец, согласился исполнить мою неотступную просьбу и вышел в отставку, мы очутились в таком положении, что могли проживать только 20 копеек на всё. Тяжело было, но я ни на минуту не жалела о том, что сделано.
Именно в это время в России, осознавшей после поражения в Крымской войне всю важность железнодорожного транспорта, начались первые попытки строительства железных дорог по частным подрядам. Александр II подписал в 1857 году указ о строительстве сети железных дорог и передаче казённой Варшаво-Венской железной дороги в руки частной компании. В начале 1860-х появились первые частные фирмы, сделавшие ставку на строительство железных дорог, и это совпало с увольнением Фон Мекка с государственной службы.
Фон Мекк вступил в Общество Саратовской железной дороги, ставившее своей целью сооружение на частные деньги железной дороги между Москвой и Саратовом; на первом этапе строиться должен был участок Москва — Коломна. Общество пользовалось поддержкой как крупных промышленников, так и Императора Александра II. Среди акционеров Общества были великие князья Николай, Александр, Владимир и Алексей. Строительство было начато в 1860 году. Этот участок протяженностью 117,2 версты был завершен всего за два года и введён в эксплуатацию, в чём основная заслуга, по мнению современников, принадлежала главному секретарю общества Павлу фон Дервизу и его ближайшему помощнику Фон Мекку. Примечательно, что главным подрядчиком была фирма Дурова, однако многие работы: земляные, сооружение полотна выполняла фирма Фон Мекка. Однако на этом средства Общества исчерпались и в 1863 году оно обанкротилось.
Однако уже в 1863 году вместо него было учреждено Общество Московско-Рязанской железной дороги, которое фон Дервиз возглавил уже в качестве председателя правления — и привлёк фон Мекка к строительству дороги от Коломны до Рязани в качестве главного подрядчика. Протяженность сети составила 80 верст, стоимость проекта — 4,7 миллиона рублей. Дорога была построена за полтора года, быстро вошла в строй. Действительная стоимость одной версты этого участка составляла 40 тысяч рублей, тогда как в смете стояло 62 тысячи. Благодаря этому Фон Мекк и Фон Дервиз заработали на этом проекте 1,5 миллиона рублей. За досрочное возведение моста через Оку Карл Фон Мекк получил дополнительно 40 тысяч рублей. Затем с той же скоростью и эффективностью фон Дервизом и фон Мекком был построен следующий участок, от Рязани до Козлова. Постройка этого участка обошлась в 6 миллионов рублей, по 30 тысяч рублей за версту. Официальный доход Фон Мекка на этом проекте составил 280 тысяч рублей.
В дальнейшем фон Мекк принял участие в сооружении ещё нескольких железных дорог, в том числе Курско-Киевской, но уже без такого успеха.
В 1865 году возвел первый в России комбинированный мост (через Оку), предназначенный как для железнодорожного транспорта, так и для гужевого.
С. Ю. Витте вспоминал о Фон Мекке: 

 «Фон Мекк, инженер путей сообщения, был очень корректный немец; он нажил порядочное состояние, но жил довольно скромно». 
Умер в 1876 году в Москве. Похоронен на кладбище Алексеевского женского монастыря.

## Благотворительность
Карл Фёдорович помогал многим учреждениям и обществам, вот некоторые свидетельства:
- жертвователь на Николаевское Имени Августейшего Председателя Комитета Сибирской железной дороги Общежитие студентов Института Инженеровъ Путей Сообщения императора Александра I и учредитель именной премии (10000 р.)[6]
- член Попечительства о недостаточных студентах Императорского Университета Св. Владимира
- правительственным распоряжением 1876 года действительный статский советник Мекк назначен почётным попечителем Каменец-Подольской гимназии[укр.]
- пожертвовал в 1867 году 25000 рублей Императорскому обществу любителей естествознания, антропологии и этнографии для учреждения при Московском университете кафедры антропологии.

После смерти фон Мекка его дело унаследовала вдова Надежда Филаретовна, больше известная как меценатка, оказавшая неоценимую помощь П. И. Чайковскому, и сыновья, из которых наибольшую роль в развитии российских железных дорог сыграл Николай Карлович.

## Семья
С 14 (26) января 1848 года был женат на Надежде Филаретовне, урождённой Фраловской (1831—1894). В браке родились 11 детей, из которых наиболее известны:
- Елизавета (1848—1907); с 1872 года замужем за инженером Александром Александровичем Иолшиным;
- Александра (1849—1920); с 1874 замужем за графом Павлом Александровичем Беннигсеном; в числе их семерых детей — Эммануил Павлович Беннигсен;
- Владимир (1852—1893) — камер-юнкер, председатель правления Либаво-Роменской железной дороги (1876—1881).
- Юлия (1853—1915); вышла замуж за секретаря матери Владислава Альбертовича Пахульского;
- Лидия (1855—1910); в браке с Федором Федоровичем Левис оф Менаром родила десятерых детей;
- Николай (1863—1929, расстрелян) — крупный предприниматель, общественный деятель, благотворитель, женат на племяннице Чайковского Петра Ильича, Анне Львовне Давыдовой;
- Александр (1864—1911) — библиофил, меценат, один из основоположников альпинизма в России, первый председатель Русского горного общества;
- Софья (1867—1936); в первом браке 1884 года с А.А. Римским-Корсаковым родилось четверо детей; второй брак — в 1901 году, с князем Дмитрием Михайловичем Голицыным;
- Максимилиан (1869—1950, Англия) — дипломат, секретарь посольств в Вашингтоне, Цетине, российский консул в Ньюкастле (до 1911 года)
- Илиодор (1871—1873); похоронен в семейном склепе (разрушен в 1929) в Ново-Алексеевском монастыре в ограде храма Алексия человека Божьего.
- Михаил (1871—1883) — воспитанник Императорского Училища Правоведения, умер в 13 лет от порока сердца;
- Людмила (1872—1946); с 1889 года была замужем за князем Андреем Александровичем Ширинским-Шихматовым; у них было пятеро детей; в 1914 году она сменила отчество (на Георгиевна) из-за антинемецких настроений